# Virus (Айрън Мейдън)
 Тази статия е за песента на Айрън Мейдън.  За други значения на Virus вижте Вирус (пояснение).  
„Virus“ е сингъл на британската метъл група Айрън Мейдън, издаден през 1996 г. След „Women in Uniform“ (1980) това е единственият сингъл на групата, който не е включен в нито един студиен албум. Въпреки това, „Virus“ е включен като нова песен в ретроспективния „Best of the Beast“ издаден през същата година. Това е единствената песен на групата, написана от двамата китаристи. Песента все още се изпълнява на концертите на Мейдън, вече от Брус Дикинсън.
В албума си „Slow Riot for New Zerø Kanada EP“, пост-рок групата Godspeed You! Black Emperor издава парчето BBF3. То представлява рецитал на човек, наречен Блейз Бейли Финаган трети (BBF3), който твърди, че е написал поемата. Всъщност поемата представлява стиховете от „Virus“. Godspeed You! Black Emperor твърдят, че са разбрали, че това са чужди стихове, чак след като записът е бил пуснат на пазара.

### CD 1
1. „Virus“ (кратка версия) – 3:54 (Блейз Бейли, Дейв Мъри, Яник Герс, Стив Харис)
2. „My Generation“ – 3:38 (кавър на Дъ Ху)
3. „Doctor Doctor“ – 4:50 (кавър на UFO)

### CD 2
1. „Virus“ – 6:14 (Бейли, Мъри, Герс, Харис)
2. „Sanctuary“ – 3:34 (от компилацията от 1979 г., „Metal for Muthas“)
3. „Wrathchild“ – 3:07 (от компилацията от 1979 г., „Metal for Muthas“)

### 12-инчов диск
1. „Virus“ – 6:14 (Бейли, Мъри, Герс, Харис)
2. „Prowler“ – 4:20 (от демото от 1978 г., „The Soundhouse Tapes“)
3. „Invasion“ – 3:07(от демото от 1978 г., „The Soundhouse Tapes“)

### Промоционално CD за радио станциите
1. „Virus“ – 3:53
2. „Man on the Edge“ – 4:11
3. "Afraid to Shoot Strangers (на живо) – 6:48
4. „2 Minutes to Midnight“ – 6:02
5. „The Trooper“ – 4:13
6. „The Number of the Beast“ – 4:52
7. „Wrathchild“ – 2:54
8. „Strange World“ – 5:22
9. „Iron Maiden“ – 4:01

## Състав
- Блейз Бейли – вокали
- Дейв Мъри – китара
- Яник Герс – китара, беквокали
- Стив Харис – бас, беквокали
- Нико Макбрейн – барабани

|  | Тази страница частично или изцяло представлява превод на страницата Virus (song) в Уикипедия на английски. Оригиналният текст, както и този превод, са защитени от Лиценза „Криейтив Комънс – Признание – Споделяне на споделеното“, а за съдържание, създадено преди юни 2009 година – от Лиценза за свободна документация на ГНУ. Прегледайте историята на редакциите на оригиналната страница, както и на преводната страница, за да видите списъка на съавторите. ВАЖНО: Този шаблон се отнася единствено до авторските права върху съдържанието на статията. Добавянето му не отменя изискването да се посочват конкретни източници на твърденията, които да бъдат благонадеждни. |